# Брацлавська Дубина
Бра́цлавська Дуби́на — лісовий заказник загальнодержавного значення в Україні. Розташований у межах Немирівського району Вінницької області, у лісовому масиві між селом Монастирське та смт Брацлав.
Площа 295 га. Створений 1974 року під назвою «Марксова Дубина». 9 жовтня 2020 року заказник перейменовано у «Брацлавська Дубина». Підпорядкований Тульчинському держлісгоспу (Брацлавське лісництво, кв. 35-40).
Охороняються суцільний лісовий масив на підвищеному плато між річками Південний Буг та його правою притокою — Шпиківкою. Тут зростають типові для Поділля дубові ліси з домішкою граба звичайного і незначною домішкою липи серцелистої, в'яза голого, груші звичайної. У підліску — ліщина, бруслина, свидина, шипшина. Наявні рідкісні угруповання дубового лісу — свидиново-гірськоосокові. У багатому трав'яному покриві трапляються підсніжник звичайний, лілія лісова, коручка чемерникоподібна, занесені до Червоної книги України.

## Детальний опис
Займає верхню частину великого плакору, який спускається в долину річки Південний Буг. Заказник знаходиться на відстані 3 км від річки. Рельєф слабохвилястий з перепадами висот 2-4 м, слабо розсічений неглибокими ярами та балками. Постійних водотоків у заказнику немає, переважає внутрішній стік, якому сприяє наявність лісової рослинності. Ґрунти заказника сформувалися піл широколистяними лісами на лесоподібних суглинках і представлені переважно сірими та темно-сірими лісовими суглинковими ґрунтами суглинкового та глинистого складу зі слідами опідзолювання. У зв'язку із плакорними умовами більшу частину заказника займають ліси із дуба звичайного, віком 80-100 років, а найстаріші ділянки — 160-180 років. Також  трапляються молоді та середнього віку грабово-дубові ліси.
Найбільшу наукову цікавість мають типові для Поділля дубові ліси свидиново-гірськоосокові. Вони характеризуються багатокомпонентним дерсностаном зімкнутістю 0,8-1,0 та добре вираженим зімкнутим (0,3-0,4) підліском зі свидини криваво-червоної. Осока гірська з покриттям 25-30° утворює основу травостою. В його склад входять світлолюбиві види: перстач білий, фіалка шершава, дзвоники персиколисті та інші. На вологіших місцях ця асоціація замінюється близькою до неї асоціацією дубових лісів ліщиново-оосокових з більш мезофітним травостоєм. В заказнику представлено також дубові ліси асоціації ліщиново-конвалієвої, які займають верхні і середні частини виположених північних та західних схилів, а також невисокі гриви. Вони мають типові для асоціації склад і будову, осока гірська трапляється в них як асектатор (5-10%).
Нижні частини схилів та днища балок займають ценози дубових лісів ліщиново-яглицевих з густим (60-80%) травостоєм з переважанням неморальних видів. Дубово-грабові ліси в заказнику займають найбільш підвищені вилуговані ділянки. На схилах вони утворюють типовий екологічний ряд від волосистоосокових до зірочникових та яглицевих. Через загущеність деревостанів на ряді ділянок сформувалися рідкотравні грабово-дубові та їхні похідні грабові ценози.
В заказнику зростають рідкісні види, занесені в «Червону книгу України»: любка дволиста і любка зеленоквіткова, гніздівка звичайна, коручка чемерникоподібна, зозулині сльози яйцеподібні, лілія лісова, підсніжник білосніжний, а також рідкісний для Поділля багаторядник лопасний. Охороняється також популяція цінного лікарського виду — дев'ятисил високий.

## Характеристика території
За фізико-географічним районуванням України належить до Гніванського-Гайсинського району області Подільського Побужжя Дністоровсько-Дніпровської лісостепової провінції Лісостепової зони. Для цієї місцевості характерні розчленовані лесові височини з сірими опідзоленими ґрунтами, з геоморфологічного погляду це ерозійно-акумулятивно-денудаційна рівнина. Клімат помірно континентальний. Для нього характерне тривале, нежарке літо, і порівняно недовга, м'яка зима. Середня температура січня становить -5,5°С...-6°С. липня + 19°...+19,5°С. Річна кількість опадів складає 500-525 мм. За геоботанічним районуванням України ця територія належить до Європейської широколистяної області Подільсько-Бесарабської провінції. Вінницького (Центральноподільського) округу.